# Düong
Düong, auch Trüong, war ein Längenmaß in der Region Cochinchina, dem heutigen südlichen Vietnam und einigen östlichen Regionen von Kambodscha. Es war ein Maß der Kaufleute in Annam und Kambodscha.
- 1 Düong = 10 Thuok = 6,388 Meter ≈ 6,39 Meter